# Искра-555
«Искра-555» — советская специализированная электронная бухгалтерская машина (ЭБМ), предназначенная для автоматизации решения экономических задач — бухгалтерских, плановых, статистических. Машина могла использоваться как автономно, так и в составе систем с дистанционной работой с ЕС ЭВМ и СМ ЭВМ. По ряду интерфейсов машина совместима с терминалом «Нева-501».

## Технические характеристики
- Процессор: на базе микросхемы серии К580; быстродействие: около 650 000 операций регистр-регистр в секунду
- Память: ОЗУ — 16-32 КБ, ПЗУ — 24-40 КБ
- Дисплей — ЭЛТ, видеорежимы:
  - текст 16 строк по 64 знака
  - текст 8 строк по 32 знака
- Внешние устройства:
  - Матричный принтер «Даро-1156»
  - Устройство ввода-вывода для перфоленты
  - Устройство записи-чтения для магнитной карты, ёмкость карты — 512 байт
  - Накопитель на магнитной ленте в мини-кассете
  - Накопитель на магнитной ленте
  - Накопитель на миниатюрном гибком магнитном диске, ёмкость диска — 80 КБ
  - Накопитель на гибком магнитном диске, ёмкость диска — 250 КБ
  - Накопитель на магнитном диске, ёмкость — 5 МБ
- Язык программирования - символьный проблемно-ориентированный язык ЯМБ
- Потребляемая мощность — 650—1650 Вт (зависит от исполнения)
- Стоимость ЭБМ - 15-35 тысяч рублей (в зависимости от исполнения)

## Программное обеспечение
В постоянном запоминающем устройстве компьютера содержится транслятор, драйверы ввода-вывода и отладочные средства.
В качестве языка разработки прикладных программ использовался ЯМБ (язык машин бухгалтерских) — специализированный язык, разработанный для советских электронных бухгалтерских машин.